# Western-Airlines-Flug 2605
Am 31. Oktober 1979 verunglückte eine McDonnell Douglas DC-10-10 auf Western-Airlines-Flug 2605 bei der Landung auf dem Flughafen Mexiko-Stadt.

## Verlauf
Die McDonnell Douglas DC-10 der US-amerikanischen Western Airlines sollte auf der Landebahn 23R (rechts) landen, flog jedoch im dichten Nebel die parallele Bahn 23L (links) an, welche zu diesem Zeitpunkt aufgrund von Baumaßnahmen gesperrt war. Obwohl die Piloten beim Erreichen der Entscheidungshöhe keinen Sichtkontakt zur Landebahn herstellen konnten, brachen sie den Anflug nicht ab.
Das Flugzeug setzte mit dem linken Hauptfahrwerk außerhalb der Landebahn auf, woraufhin die Piloten versuchten durchzustarten. Während die Besatzung die Triebwerksleistung erhöhte und die Nase der Maschine nach oben zog, kollidierte das rechte Hauptfahrwerk mit einem Baufahrzeug, das auf der Landebahn stand. Das rechte Hauptfahrwerk wurde beim Zusammenprall abgerissen, nach hinten geschleudert und traf das rechte Höhenleitwerk. Die Beschädigungen führten dazu, dass die Maschine in niedriger Höhe unkontrolliert nach rechts ausbrach. Die Maschine kollidierte im Anschluss mit einem Bagger und stürzte in ein Flughafengebäude. Von den 88 Insassen kamen 72 ums Leben. Zudem wurde eine weitere Person am Boden getötet.

## Ursache
Die Ermittler gaben die Hauptschuld den Piloten, da sie im Anflug bei schlechter Sicht die vorgeschriebene Entscheidungshöhe unterschritten. Jedoch gibt es Zweifel an der Unabhängigkeit der mexikanischen Ermittlungen und ob diese nach internationalen Standards durchgeführt wurden. Entsprechende Vorwürfe werden dabei vor allem von einem der Überlebenden, Eduardo Valenciana, einem der Flugbegleiter auf diesem Flug erhoben. Als mögliche Mitursachen werden auch eine mangelhafte Kommunikation über die Sperrung der Landebahn und eine unzureichende Flugsicherung am Flughafen diskutiert.

## Trivia
Dieser Flugunfall war eines von drei schweren DC-10-Unglücken im Jahre 1979. Die anderen Unfälle waren American-Airlines-Flug 191 mit 273 Toten und Air-New-Zealand-Flug 901 mit 257 Toten.